# Catherine Stuart
Catherine Stuart (gestorven: Den Haag, 1650) was een Engelse edelvrouwe en royalist tijdens de Engelse Burgeroorlog. Voor die partij voerde ze ook spionagepraktijken uit tijdens de burgeroorlog.

## Biografie

### Eerste huwelijk
Catherine Stuart werd geboren als een dochter van graaf Theophilus Howard en Elizabeth Home. In mei 1638 huwde ze in het geheim met George Stewart, de jongere broer van de jonge graaf van Lennox, James Stewart. Het huwelijk vond plaats in de kerk van St Mary Axe in Londen. Koning Karel I van Engeland was de voogd van deze Stewart's. Door haar geheime huwelijk ging ze niet alleen tegen de wens van haar eigen ouders in, maar ook tegen die van de koning. Om het huwelijk te laten plaatsvinden had Catherine zich ook laten bekeren tot het katholicisme. Het echtpaar was gedwongen om vergeving te vragen van de koning. In 1642 stierf George Stewart in dienst van zijn koning in de Slag bij Edgehill. Gedurende haar huwelijk met George Stewart had Catherine twee kinderen met hem gekregen: Charles en Catherine.

### Spionage
Door het overlijden van haar echtgenoot kwam Catherine Stuart terecht op het koninklijk hof dat indertijd in Oxford resideerde. Aldaar werd ze overgehaald om als spion te dienen voor de royalisten. Door berichten in haar kapsel te verstoppen wist ze belangrijke berichten van het hof naar Londen te brengen voor een royalistische opstand. Ze wist het bericht over te brengen naar de royalistische parlementariër Nathaniel Tompkins. De royalistische opstand, het Waller Plot, kwam aan het licht en Catherine Stuart werd opgepakt door de parlementariërs.
Ze werd gevangen gezet in een huis aan de Aldersgate Street. Ruim een jaar zat ze daar gevangen. Het is onduidelijk of Catherine Stuart werd vrijgelaten of ontsnapt was. Ze vluchtte nadat ze vrijkwam naar Oxford. Catherine Stuart was in 1647 betrokken bij de totstandkoming van het verdrag van Karel I met de Presbyteriaanse Schotten. Ondanks zijn gevangenschap op Wight verkreeg Karel I nog steeds gecodeerde informatie van Catherine.

### Laatste jaren
In 1648 huwde ze met James Livingston, de graaf van Newburgh en Catherine kreeg in haar huwelijk met hem een kind: Elizabeth. Na de dood van Karel I vluchtte ze samen met haar gezin en andere royalisten naar Den Haag. Aldaar zou ze in 1650 overlijden.